# Barry-d'Islemade
Barry-d'Islemade är en kommun i departementet Tarn-et-Garonne i regionen Occitanien i södra Frankrike. Kommunen ligger i kantonen Castelsarrasin 2e Canton som tillhör arrondissementet Castelsarrasin. År 2022 hade Barry-d'Islemade 931 invånare.

## Befolkningsutveckling
Antalet invånare i kommunen Barry-d'Islemade
| Referens: INSEE |